# デレク・クレイトン
デレク・クレイトン (Derek Clayton、1942年11月17日 - )は、オーストラリアの陸上競技選手（出身はイギリス）である。男子マラソンの元世界最高記録保持者。
クレイトンは、1967年の国際マラソンでそれまで重松森雄が持っていた記録を2分23秒6も更新する、2時間9分36秒4の世界最高記録を樹立した。これは世界で初めて2時間10分を破るタイム（サブテン）であった。当時、陸上関係者の間ではサブテンが実現するのは1970年代という意見が多く、衝撃をもって受け止められた。
1968年メキシコシティーオリンピックに出場したが、7位に終わっている（当時オリンピックの入賞は6位まで）。
翌1969年、アントウェルペンのマラソンで2時間8分33秒6と、自己の持つ世界最高記録を更新した。この記録は1981年にオーストラリアのロバート・ド・キャステラが破るまで、12年間保持された。のみならず、それまでの間は唯一の2時間8分台の記録でもあった。関係者の間には距離不足を疑う声もあったが、クレイトンが福岡で世界最高記録を樹立したという前歴もあり、再計測等は行われなかった。
クレイトンの記録は現在も国際陸連公認である（参考リンク：Derek CLAYTON）が、一部には500mの距離不足としてこれを認めない立場もある （年度記録ではなく"500m Short"の欄に別記載）。
1971年にはホバートのNCマラソンで年度ランキング1位を記録したが、1972年ミュンヘンオリンピックは13位に終わり、オリンピックでは入賞することができなかった。

## マラソン成績
- 自己最高記録…2時間08分33秒6（1969年5月）

| 年月    | 大会名                                   | タイム      | 順位   | 備考                           |
| ------- | ---------------------------------------- | ----------- | ------ | ------------------------------ |
| 1965.10 | メルボルン                               | 2：22：12   | 優勝   |                                |
| 1966.05 | NCマラソン（バララト）                   | ----------- | (棄権) |                                |
| 1967.08 | ターベ                                   | 2：18：28   | 優勝   |                                |
| 1967.09 | NCマラソン（アデレード）                 | 2：21：58   | 優勝   |                                |
| 1967.12 | 国際マラソン                             | 2：09：36.4 | 優勝   | 世界最高記録、史上初のサブテン |
| 1968.05 | NCマラソン（ホバート）                   | 2：14：47.8 | 優勝   |                                |
| 1968.10 | メキシコシティオリンピック               | 2：27：23.6 | 7位    |                                |
| 1969.05 | アンカラ                                 | 2：17：26   | 優勝   |                                |
| 1969.05 | アントウェルペン                         | 2：08：33.6 | 優勝   | 世界最高記録、自己最高記録     |
| 1969.07 | マクソールマラソン（マンチェスター）     | 2：15：40   | 2位    |                                |
| 1970.06 | ツララルゴン                             | 2：13：39.4 | 優勝   |                                |
| 1970.07 | 英連邦大会マラソン（エディンバラ）       | ----------- | (棄権) |                                |
| 1970.10 | コシチェマラソン                         | 2：21：11   | 5位    |                                |
| 1971.08 | モウウェル                               | 2：24：40   | 優勝   |                                |
| 1971.09 | NCマラソン（ホバート）                   | 2：11：08.8 | 優勝   |                                |
| 1972.06 | ターベ                                   | 2：20：25   | 優勝   |                                |
| 1972.07 | ユロア                                   | 2：16：19   | 優勝   |                                |
| 1972.09 | ミュンヘンオリンピック                   | 2：19：49.6 | 13位   |                                |
| 1972.12 | 国際マラソン                             | ----------- | (棄権) |                                |
| 1973.08 | バララト                                 | 2：17：23   | 優勝   |                                |
| 1973.09 | NCマラソン（パース）                     | 2：12：07.6 | 優勝   |                                |
| 1974.01 | 英連邦大会マラソン（クライストチャーチ） | ----------- | (棄権) |                                |